# کاراسا
روی فیلیپه کائتانو مورا، مشهور به کاراسا (انگلیسی: Carraça؛ زادهٔ ۱ مارس ۱۹۹۳) بازیکن فوتبال اهل پرتغال است.
از باشگاه‌هایی که در آن بازی کرده‌است می‌توان به باشگاه فوتبال بوآویشتا، باشگاه فوتبال سانتا کلارا، و باشگاه فوتبال توندلا اشاره کرد.